# Disciotis
Disciotis Boud., Bulletin de la Société Mycologique de France 1: 100 (1885).
Disciotis è un genere di funghi ascomiceti appartenente alla famiglia Morchellaceae.

## Descrizione
Questi funghi hanno il gambo piccolo e corto, carpoforo a forma di coppa con venature e rugosità all'interno.

## Specie di Disciotis
La specie tipo è Disciotis venosa Pers., altre specie incluse sono:
- Disciotis ferruginascens Boud.
- Disciotis maturescens Boud. (1891)
- Disciotis rufescens R. Heim (1934)]